# Castillo de Belvís
El castillo de Belvís (también torre de Belvís) es una fortaleza situada en el término municipal español de Villa del Rey, en la provincia de Cáceres, Extremadura.
Construido en el siglo XIII, actualmente solo se conserva una torre. Fue una encomienda de la Orden de Alcántara de cierta relevancia. Es atribuida su destrucción a las contiendas provocadas por la rebeldía de los Infantes de Aragón contra su primo y cuñado Juan II de Castilla.
Las ruinas se ubican junto a la carretera EX-207, a medio camino de las localidades de Villa del Rey y Brozas.